# Uloborus glomosus
Uloborus glomosus là một loài nhện trong họ Uloboridae.
Loài này thuộc chi Uloborus. Uloborus glomosus được Charles Athanase Walckenaer miêu tả năm 1842.